# 阿瓜弗里亚 (巴拿马)
阿瓜弗里亚是巴拿马达连省切皮加纳区的一个城市，2010年是人口为2,692。该市建立于1998年7月29日。2000年时该市人口为2,812人。